# Manuel María Gautier
Manuel María de la Concepción Gautier (* 8. Dezember 1830; † 24. Mai 1897) war ein dominikanischer Politiker und Präsident der Dominikanischen Republik.

## Biografie
Gautier war 1868 bis 1873 Minister für Inneres, Polizei und Landwirtschaft sowie zeitweise amtierender Außenminister in der Regierung Buenaventura Báez und in dieser Funktion mitverantwortlich für den Abschluss des Vertrages über die Nutzung der Bucht von Samaná. Bereits 1876 kandidiert er für das Amt des Präsidenten, unterliegt dabei jedoch Ulises Francisco Espaillat (24.329 Stimmen) und erhält nach Gregorio Luperón (559 Stimmen) das drittbeste Ergebnis mit 452 Stimmen vor Juan Wanceslao Figueroa, der 254 Wählerstimmen erhält.
Zwischen 1889 und 1893 war er Vizepräsident während der Präsidentschaft von Ulises Heureaux und als solcher vom 27. Februar bis zum 30. April 1889 amtierender Präsident der Dominikanischen Republik.